# ゴースト・ドクター
『ゴースト・ドクター』（朝: 고스트 닥터、英: Ghost Doctor）は2022年1月3日から2022年2月22日までtvNで放送されていた大韓民国のテレビドラマである。日本では、Mnetにて、6月15日から放送されている。

## あらすじ
患者の出術を終え、元恋人から連絡を受けたチャ・ヨンミン（RAIN）は元恋人の処へ向かう途中に交通事故を起こしてしまう。意識がないと気づかないうちに自身は魂となっていた。体と魂が合致していないことにショックを受けたヨンミンだったが、依りによって、不器用な研修医であるコ・スンタク（キム・ボム）が自分の手術を担当することに。手術を避けようとスンタクの手に触れた瞬間、スンタクの体にヨンミンの魂が入ってしまう。

## 出演

### 主要人物
チャ・ヨンミン：RAIN
主人公。38歳。胸部外科医。
交通事故に巻き込まれたことで、霊魂状態になる。
コ・スンタク：キム・ボム
もう一人の主人公。28歳。胸部外科研修医。
ヨンミンの魂が自身の体に入り込んでしまう。
チャン・セジン：ユイ（元AFTERSCHOOL）
ヨンミンの元恋人。神経外科医。
交通事故で意識不明であるヨンミンの無事を祈っている。
オ・スジョン：ソン・ナウン（Apink）
28歳。救急医インターン。
常に霊妙な現象を信じている。
テス：ソン・ドンイル
20年前から幽霊になった男。
霊魂となったヨンミンの前に突然、現れる。

## 視聴率
| 2022年 | 2022年   | 2022年 | 2022年 |
| Ep     | 放送日   | 視聴率 | 視聴率 |
| Ep     | 放送日   | 全国   | ソウル |
| ------ | -------- | ------ | ------ |
| 第1話  | 1月 3日  | 4.432% | 4.863% |
| 第2話  | 1月 4日  | 4.507% | 4.333% |
| 第3話  | 1月 10日 | 5.628% | 6.673% |
| 第4話  | 1月 11日 | 5.711% | 6.376% |
| 第5話  | 1月 17日 | 5.514% | 5.958% |
| 第6話  | 1月 18日 | 5.462% | 6.048% |
| 第7話  | 1月 24日 | 6.202% | 6.510% |
| 第8話  | 1月 25日 | 6.591% | 7.121% |
| 第9話  | 1月 31日 | 4.024% | 4.145% |
| 第10話 | 2月 1日  | 4.747% | 5.345% |
| 第11話 | 2月 7日  | 4.914% | 5.203% |
| 第12話 | 2月 8日  | 5.709% | 6.002% |
| 第13話 | 2月 14日 | 4.717% | 4.780% |
| 第14話 | 2月 15日 | 6.282% | 6.717% |
| 第15話 | 2月 21日 | 5.309% | 5.155% |
| 第16話 | 2月 22日 | 7.953% | 8.394% |